# Vicente Juan Segura
Vicente Juan Segura (Tabernes de Valldigna, 22 de mayo de 1955-Valencia, 11 de octubre de 2024) fue un sacerdote católico y jurista(doctor en Derecho Canónico, doctor en Derecho Civil y diplomático) que desempeñó labores en la Secretaría de Estado de la Santa Sede. Desde 2005 hasta 2020 fue obispo de Ibiza y entre enero de 2020 y febrero de 2023 fue auxiliar de Valencia.

## Biografía
Nació el 22 de mayo de 1955, en la localidad española de Tabernes de Valldigna, Valencia.
Realizó sus estudios eclesiásticos en el Seminario Metropolitano de Valencia y en el Real Colegio Seminario del Corpus Christi. 
Se trasladó a Italia donde se doctoró en Derecho Canónico en la Universidad Pontificia de Santo Tomás de Aquino de Roma y en 1989 regresó a España donde se doctoró en Derecho Civil por la Universidad de Valencia, también entre 1985 y 1988 realizó estudios diplomáticos en la Academia Pontificia Eclesiástica y desde el primer año en la Ciudad del Vaticano el día 1 de julio, pasó a formar parte del Servicio Diplomático de la Santa Sede.

### Sacerdocio
Su ordenación sacerdotal fue el 24 de octubre de 1981, a manos del obispo Ricard Maria Carles; incardinándose en la archidiócesis de Valencia.
Tras su ordenación como sacerdote y tiempo antes de realizar sus estudios diplomáticos entre 1981 y 1985 fue vicario parroquial en la parroquia de San Antonio de Abad de Cullera perteneciente ala archidiócesis de Valencia.
Durante su paso por el Servicio Diplomático de la Santa Sede ocupó los cargos de secretario de las nunciaturas apostólicas en Costa Rica entre 1988 y 1990, en Marruecos hasta 1991 y en Mozambique hasta 1994, desde ese año pasó a ser consejero de nunciatura y jefe de la sección de la lengua española en la Secretaría de Estado de la Santa Sede, y también durante esta época fue cooperador parroquial en la parroquia de San Melchiade de Roma y Capellán de la congregación religiosa de las Hermanitas de los Ancianos Desamparados.

### Episcopado
El 22 de enero de 2005, el papa Juan Pablo II lo nombró obispo de Ibiza. Fue consagrado el 14 de mayo del mismo año, a manos del arzobispo Leonardo Sandri. Tomó posesión canónica el mismo día de su ordenación.
Como obispo de Ibiza, salvaguardó el patrimonio artístico de la diócesis restaurando, entre otras, la Custodia de la Catedral de Ibiza —la más antigua de España, datada en 1398—, y el retablo de la parroquia de Nuestra Señora de Jesús. Revitalizó las fiestas patronales de santa María y san Ciriaco y la Semana Santa de la ciudad de Ibiza,  incrementando el número de cofradías, hasta llegar a siete. Durante los 15 años al frente de la diócesis ibicenca ordenó varios sacerdotes y acogió a otros provenientes venidos de otras diócesis para realizar su actividad pastoral en Ibiza y Formentera. También se preocupó por potenciar la presencia de la vida religiosa en la diócesis, invitando a diferentes congregaciones a abrir comunidades en las Pitiusas.
Segura inició en 2008, la causa de canonización de los sacerdotes Juan Torres Torres y veinte compañeros mártires, asesinados por odio a la fe durante la persecución religiosa de 1936 en diferentes lugares de la diócesis ibicenca.
El 18 de enero de 2020, el papa Francisco lo nombró obispo titular de Armentia y obispo auxiliar de Valencia. Inició su ministerio episcopal el 2 de febrero del mismo año. El 25 de febrero de 2023, fue aceptada su renuncia como obispo auxiliar, por motivos de salud.
En la Conferencia Episcopal Española fue miembro de la Comisión Episcopal de Apostolado Seglar (2005-2011), miembro de la Subcomisión Episcopal para la Familia y la Defensa de la Vida (2005-2011), miembro de la Junta Episcopal para Asuntos Jurídicos desde (2008-2020), miembro de la Comisión Episcopal de Patrimonio Cultural (2011-2017) y miembro del Consejo Episcopal de Asuntos Jurídicos (2020-2024).

## Fallecimiento
Fue hospitalizado el 9 de octubre de 2024, en el Hospital 9 de Octubre de Valencia, a causa del empeoramiento de su salud. Falleció a primera hora de la tarde del 11 de octubre de 2024, a causa de una complicación renal, a la edad de 69 años.
La capilla ardiente se instaló el 11 de octubre a su fallecimiento en el Palacio Arzobispal de Valencia. El funeral tuvo lugar el mismo día, en la Catedral de Valencia. Será sepultado en la parroquia de su localidad natal, Tabernes de Valldigna.